# Thrixspermum carinatifolium
Thrixspermum carinatifolium là một loài thực vật có hoa trong họ Lan. Loài này được (Ridl.) Schltr. miêu tả khoa học đầu tiên năm 1911.